# Agathodonta elongata
Agathodonta elongata là một loài ốc biển, là động vật thân mềm chân bụng sống ở biển thuộc họ Chilodontidae (trước đây trong họ Trochidae, họ ốc đụn).